# Przygody młodych pionierów
Przygody młodych pionierów (ros. Приключения красных галстуков) – radziecki krótkometrażowy film animowany z 1971 roku w reżyserii Władimira Popowa i Władimira Piekara o wyczynach trójki młodych pionierów, którzy walczyli z niemieckim najeźdźcą w czasie wielkiej wojny ojczyźnianej.
Film wchodzi w skład serii płyt DVD Animowana propaganda radziecka (cz. 2: Faszystowscy barbarzyńcy).

## Fabuła
Wydarzenia rozgrywają się podczas drugiej wojny światowej. Kiedy wioska zostaje zajęta przez hitlerowców, trójka pionierów decyduje się powstrzymać okupantów. W trakcie zmagań zostają zdradzeni przez kolaboranta i schwytani podczas podnoszenia czerwonej flagi. Na szczęście zostają uratowani przez Armię Czerwoną.
Film pokazuje, iż głównym obrońcą narodu jest bohater zbiorowy – trójka dzieci (tytułowych młodych pionierów) zaangażowana w wielką wojnę ojczyźnianą oraz Armia Czerwona. Po drugiej wojnie światowej nadal obawiano się odrodzenia faszystowskich Niemiec. Film Przygody młodych pionierów jako jeden z kilku filmów propagandowych z tamtego okresu miał przypominać okrutne czasy wojny.